# Zwölferhornseilbahn

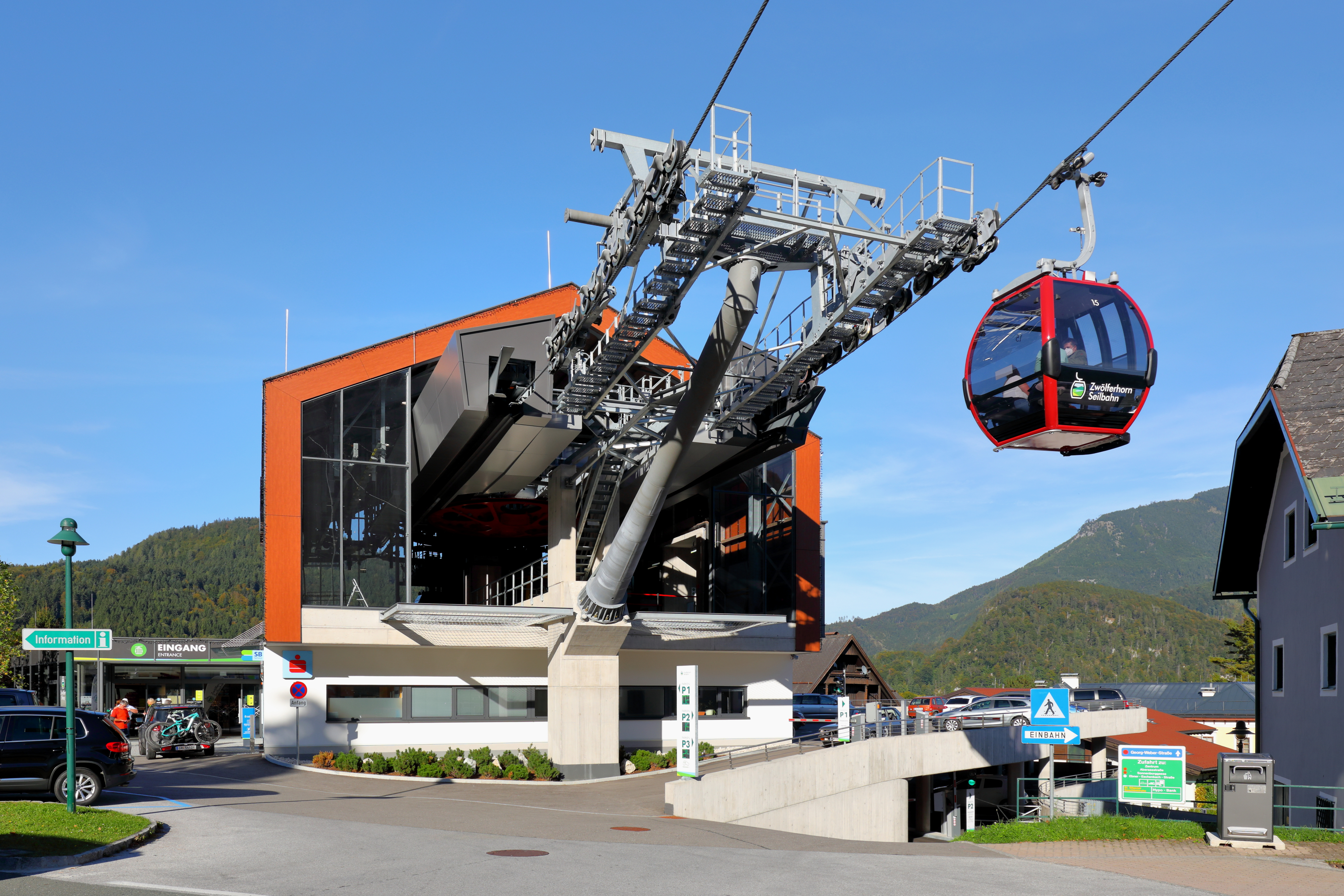
Talstation; errichtet 2020

Die Zwölferhornseilbahn ist eine Gondelbahn, die von Sankt Gilgen (bis zur Aufgabe der Salzkammergut-Lokalbahn vom Bahnhof St. Gilgen) auf das Zwölferhorn führt. Die Eröffnung der ursprünglichen Zweiseilumlaufgondelbahn fand am 30. Juni 1957 statt, ihre Stilllegung war am 31. Dezember 2019. Die im Jahr 2020 weitgehend auf derselben Trasse neu errichtete Einseilumlaufbahn von der Doppelmayr/Garaventa-Gruppe wurde am 23. Oktober 2020 eröffnet.

## Lage und Infrastruktur

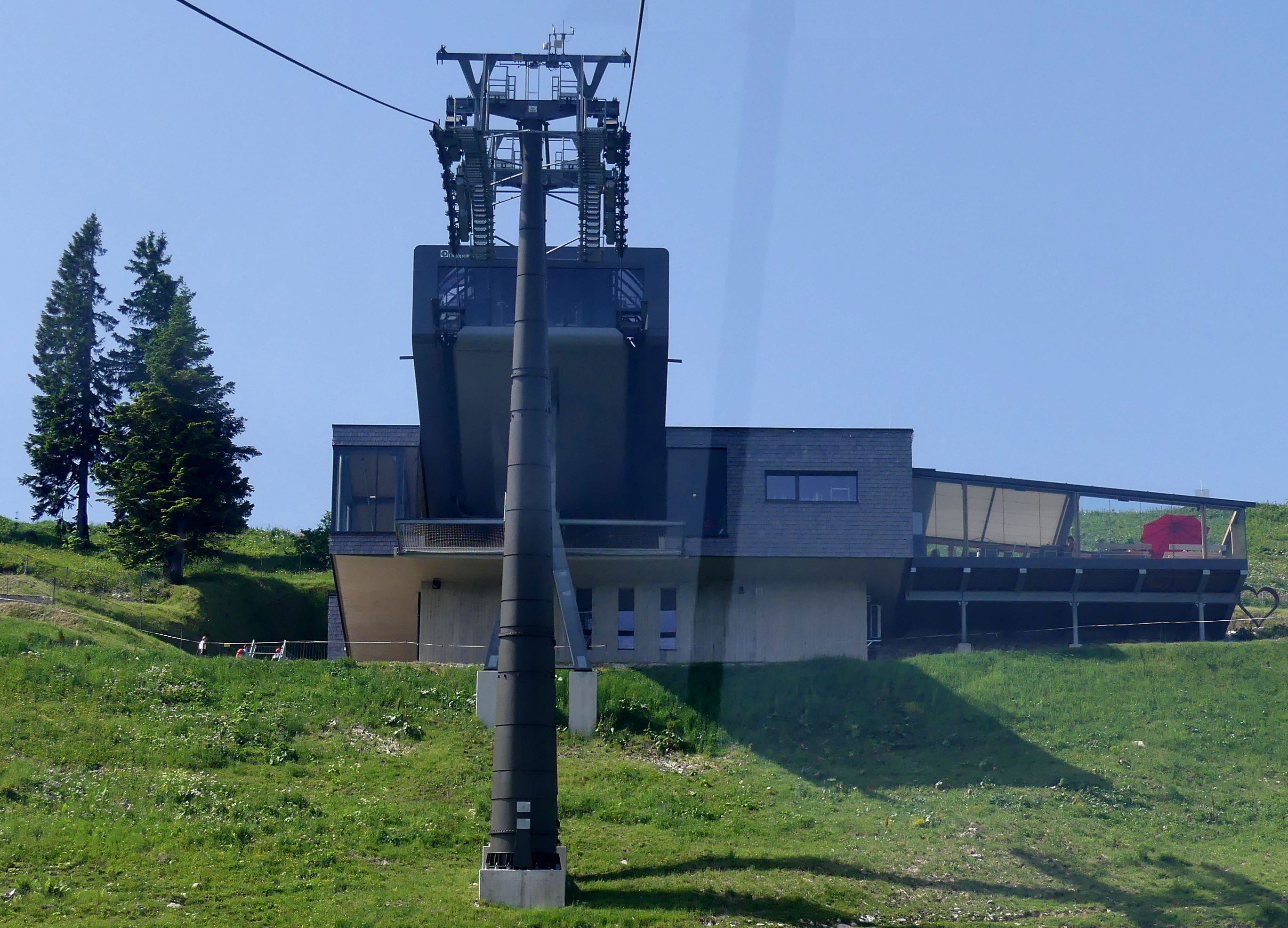
Bergstation; errichtet 2020

Die Talstation befindet sich südwestlich des Ortskerns von Sankt Gilgen und führt danach über die Wolfgangsee Straße (B 158) zur Bergstation in der Nähe des Gipfels des Aussichtsberges Zwölferhorn. In der Bergstation gibt es ein Restaurant. Die Seilbahn erschließt ein Wandergebiet; im Winter steht ein geräumter Panoramaweg zur Verfügung, ebenso gibt es Tiefschneeabfahrten und präparierte Pisten mit einer fünf Kilometer langen Talabfahrt, die jedoch mangels Beschneiungsanlage nur bei ausreichender Naturschneelage genutzt werden können. Auch von Gleitschirmfliegern wird die Bahn genutzt, es sind zwei Startplätze in Gipfelnähe mit den Startrichtungen Nord und Süd-Ost sowie eine Landewiese in der Nähe der Talstation vorhanden.

## Einseilumlaufbahn
Die im Jahr 2020 in Betrieb genommene Einseilumlaufbahn umfasst neben der neu errichten Seilbahn komplett neu errichtete Stationsgebäude auf der Berg- und Talstation sowie ein Parkhaus bei der Talstation. Von den 28 Stück der neuen Achter-Gondeln sind als Reminiszenz an die alte Seilbahn jeweils 14 rot und 14 gelb lackiert, sie bringen die Fahrgäste in knapp elf Minuten zur Bergstation auf 1.476 m Höhe. Dabei werden 908 Hm zurückgelegt; insgesamt können damit 655 Fahrgäste pro Stunde transportiert werden. Sowohl Talstation, als auch Bergstation wurden neu errichtet. In die Bergstation wurde das Panoramarestaurant Das Zwölfer integriert; in der Talstation befindet sich der sogenannte Zwölfer Shop.
Der Antrieb der Seilbahn mit einer Anfahrtleistung von 572 kW befindet sich, wie bei Einseilumlaufbahnen üblich, in der Bergstation. Zur elektrischen Versorgung wurde im Zuge des Neubaues im Jahr 2020 eine Mittelspannungsleitung, welche mit 30 kV betrieben wird, zur Bergstation als Erdkabel verlegt. Zur Kommunikation und Datenübertragung sind neben der elektrischen Energieversorgung 12 Lichtwellenleiter zwischen den Stationen verlegt worden. Die reguläre Fahrgeschwindigkeit beträgt 5 m/s bei einer Fahrzeit von ca. 10,5 Minuten.

## Geschichte

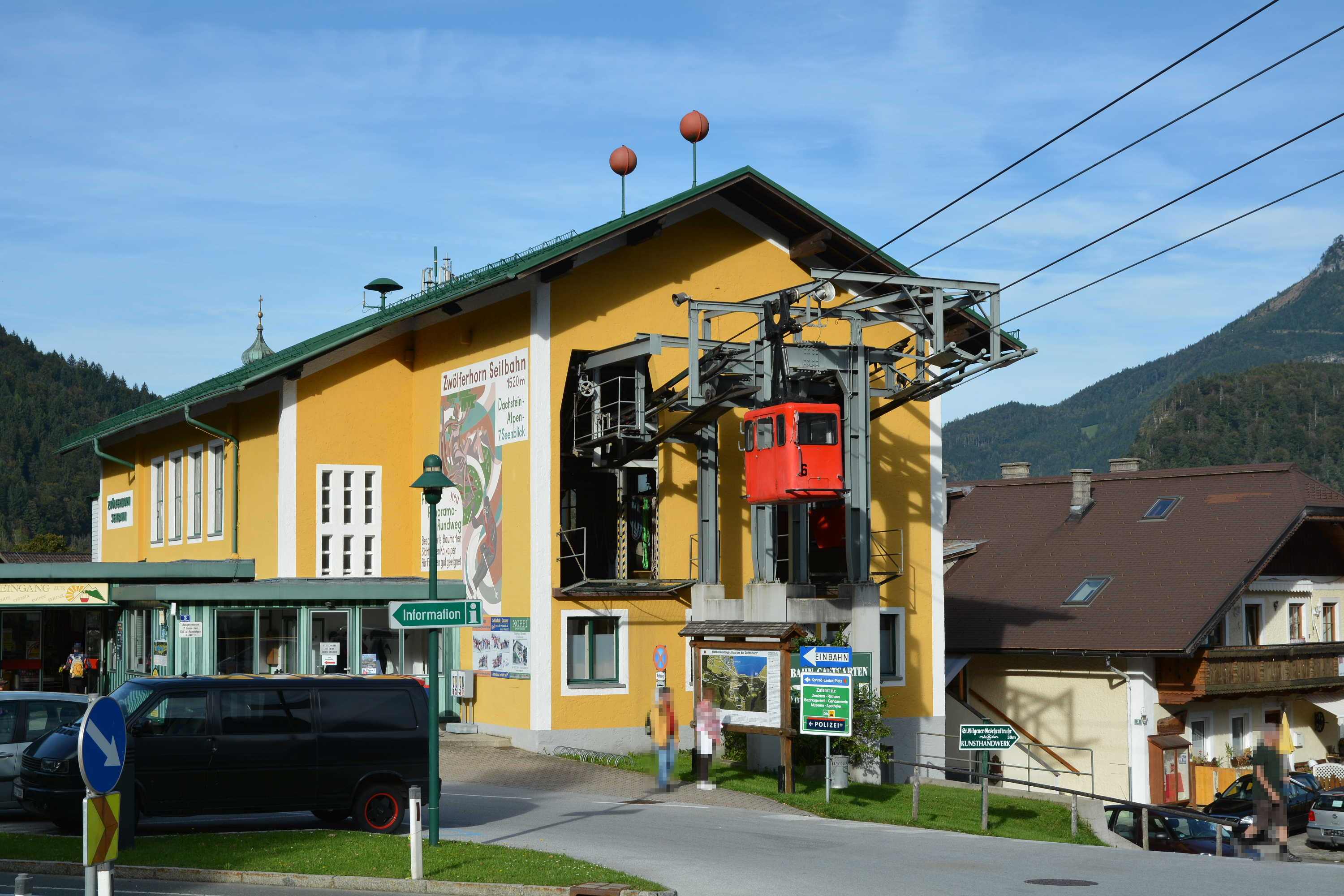
Alte Talstation; errichtet 1957

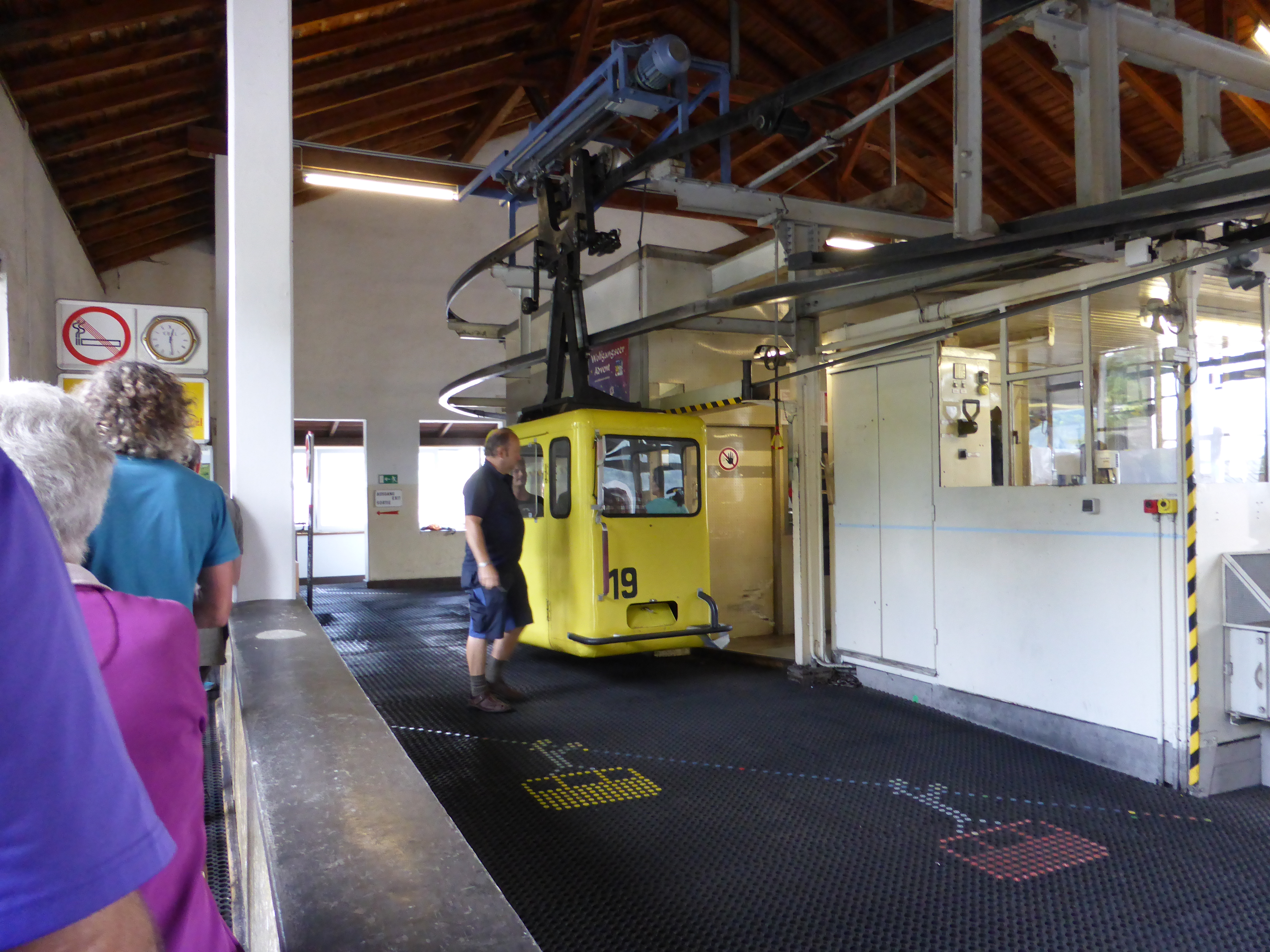
Alte Abfertigungshalle (2017)

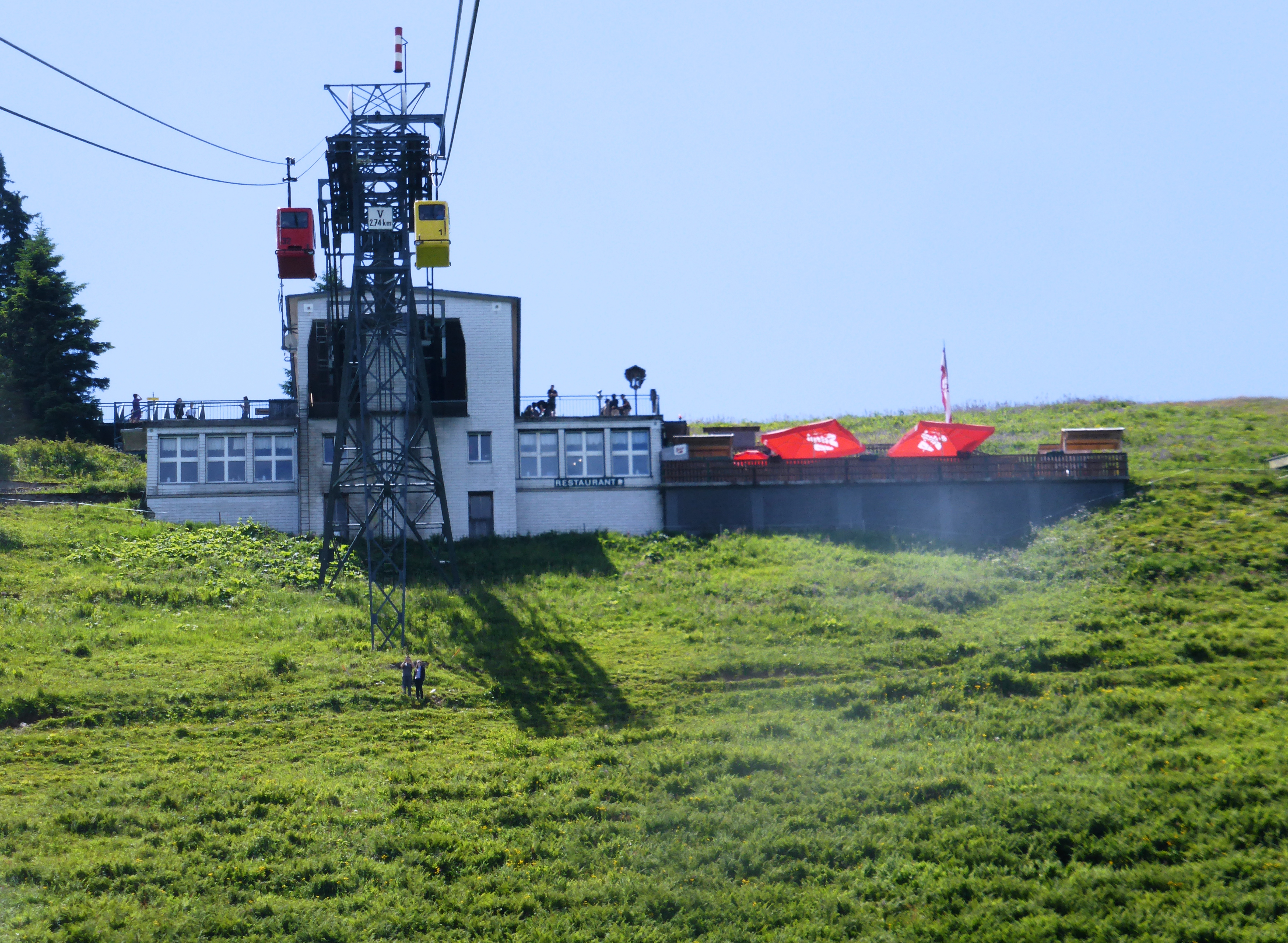
Alte Bergstation (2017)

Die erste Zwölferhornseilbahn war die letzte betriebsfähige Zweiseilbahn nach dem System Girak, einer Abwandlung des Systems Wallmannsberger. Weiters war sie die letzte in Betrieb befindliche Seilbahn aus den 1950er Jahren, der Pionierzeit des Alpintourismus. Im Laufe ihrer Betriebszeit wurden bis zum Betriebsende 2019 rund 8,5 Millionen Fahrgäste befördert. Zuletzt waren es rund 170.000 Fahrgäste im Jahr.
Die seilbahnrechtliche Betriebsgenehmigung der bestehenden Bahn lief nach 60 Betriebsjahren 2017 ab, wurde aber dann noch bis 31. Dezember 2019 verlängert. Da die Anlage dann nicht mehr weiterbetrieben werden durfte, wurden Planungen für eine Ersatzanlage eingeleitet. Durch fehlende Zustimmung von Grundstückseigentümern verzögerte sich die Baugenehmigung, die Betriebsgenehmigung wurde noch zweimal bis 2019 verlängert. Im Jänner 2020 wurde mit dem Abriss der alten Seilbahnanlage begonnen.

### Technische Daten der alten Bahn (1957–2019)
Daten zur Seilbahn:
- Bauart: kuppelbare Zweiseilumlaufbahn, System Girak
- Hersteller: Firma Girak, Korneuburg (nach anderen Angaben die Wiener Brückenbau und Eisenkonstruktions A. G.)[10]
- Eröffnung: 30. Juni 1957
- Gondeln: 38 Stück für je vier Personen (Hersteller Fa. Swoboda, heute Carvatech), Oberweis (Laakirchen)
- Bahnlänge: 2745 Meter
- Höhe Talstation: 568 M.ü.A.
- Höhe Bergstation: 1476 M.ü.A.
- Höhendifferenz: 908 m
- mittlere Neigung: 35,1 %
- Tragseile: 34 mm Durchmesser – geliefert von der St. Egydyer Eisen- und Stahlindustriegesellschaft in St. Aegyd am Neuwalde (heuteTeufelberger)
- Zugseil: 29 mm Durchmesser
- Antrieb: Elektromotor mit 110 kW Leistung
- Fahrgeschwindigkeit: 2,8 m/s
- Kabinenabstand: 168 m
- Kabinenfolgezeit ca. 60 s
- Fahrzeit: 16,2 min.
- Beförderungsleistung je Richtung: ca. 250 Pers./h